# Musée allemand des techniques de Berlin
Le Musée allemand des techniques de Berlin a été ouvert en 1982 à Berlin : il portait alors le nom de Museum für Verkehr und Technik (Musée des Techniques et des Transports). Le musée se trouve dans le centre de Berlin à l'adresse suivante : Trebbinerstraße 9, 10963 Berlin. Zum 1. En septembre 1996, il est renommé en Deutsches Technikmuseum Berlin. Le musée utilisait au début des halles encore existantes de l'ancienne et célèbre gare d'Anhalt bombardée durant la Seconde Guerre mondiale, située non loin.

## Caractéristiques
La gamme des objets exposés va des machines à vapeur aux locomotives. La devise est alors Alles was auf Rädern ist (« Tout ce qui est sur des roues »). Cependant, après de grandes extensions, on trouve maintenant comme sujets principaux : la fabrication du textile, du papier, de valises, de bijoux et les transports ferroviaires et autres.
Un nouveau bâtiment propose une exposition multimédia d'envergure sur le thème de la navigation. Ce sont surtout les expériences élémentaires qui sont intéressantes. Par exemple, l'une consiste à diriger un bateau et une autre montre comment fonctionne la navigation par GPS. Dans le parc du musée, on trouve aussi une brasserie. Une vieille collection peut être vue dans un bâtiment annexe. Un autre point fort est le SPECTRUM : un centre scientifique où l'on peut observer et participer à plus de 250 expériences d'acoustique, d'optique, de mécanique et autres phénomènes physiques. Le musée se veut ainsi être un lieu d'expériences interactives.
Le 15 mai 2002, une exposition consacrée au pionnier en informatique Konrad Zuse s'est ouverte.

## Collection

### Locomotives
L'exposition sur l'histoire des chemins de fer est parmi les plus vieilles parties du musée. Elle se trouve dans les rotondes de l'ancienne gare d'Anhalt. Elle montre 40 véhicules ferroviaires de 1843 à 1960, dont des objets de la collection de l'ancien musée des transports dans la gare de Hambourg.
- P8 ex-Prusse (PKP)
- RhB Ge 4/6

### Navires
- Remorqueurs : Volldampf et Andreas